# Borzna
Borzna (ukrajinsky Борзна) je město v Černihivské oblasti na Ukrajině. Leží na říčce Borzence (povodí Desny) zhruba 104 kilometrů jihovýchodně od Černihiva a zhruba 184 kilometrů na severovýchod od Kyjeva, u evropské silnice 101 z Kyjeva do Moskvy. Po administrativně-teritoriální reformě v červenci 2020 patří do Nižynského rajónu, do té doby byla centrem Borzeňského rajónu. Žije zde přibližně 10 tisíc obyvatel. V roce 2025 měla Borzna zhruba 9500 obyvatel.

## Dějiny
Od roku 1634 byla Borzna městem dle Magdeburského práva.
Od 21. září 1941 do 7. září 1943 okupovalo Borznu nacistické Německo.